# Bačkov (Tschechien)

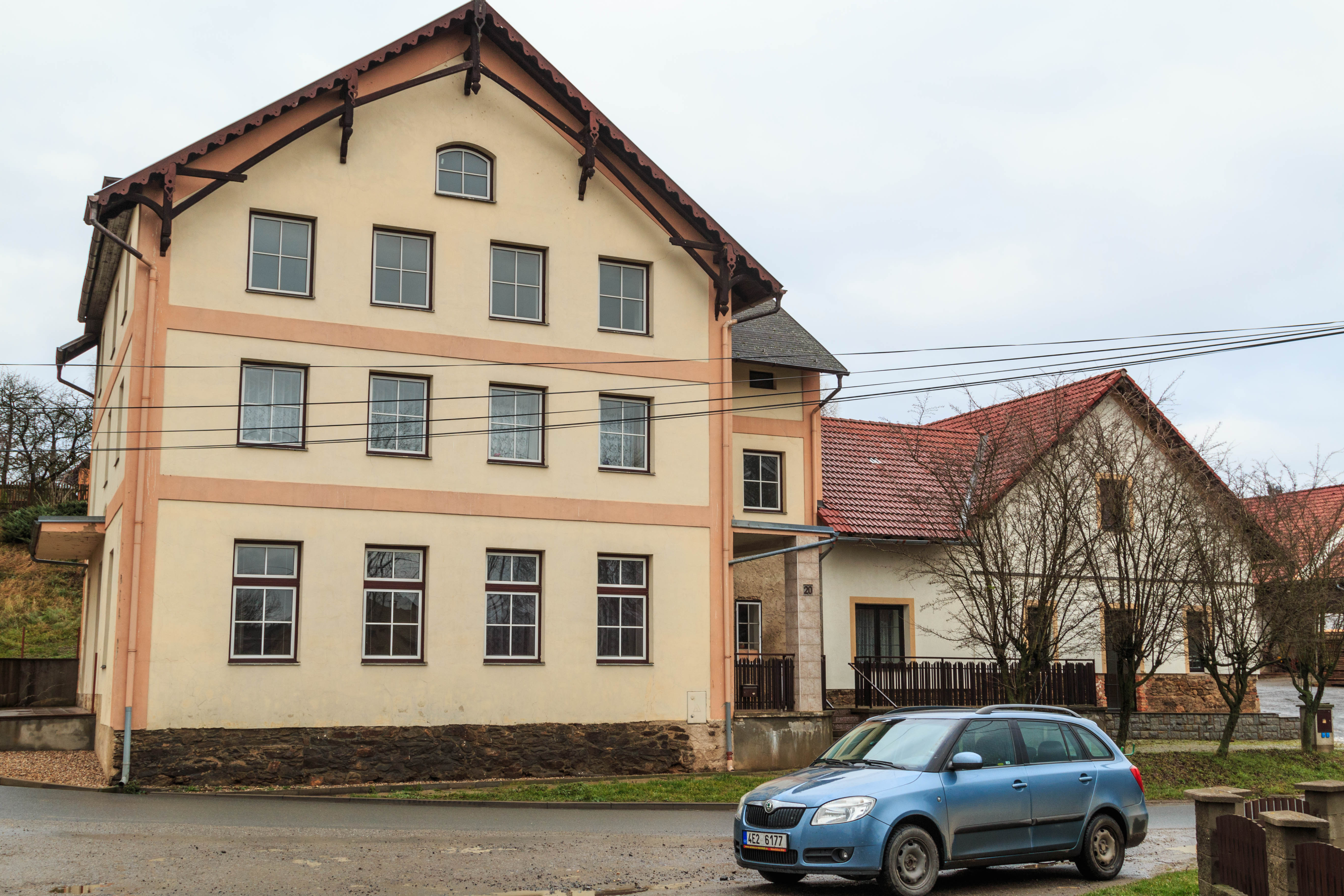
Haus Nr. 20

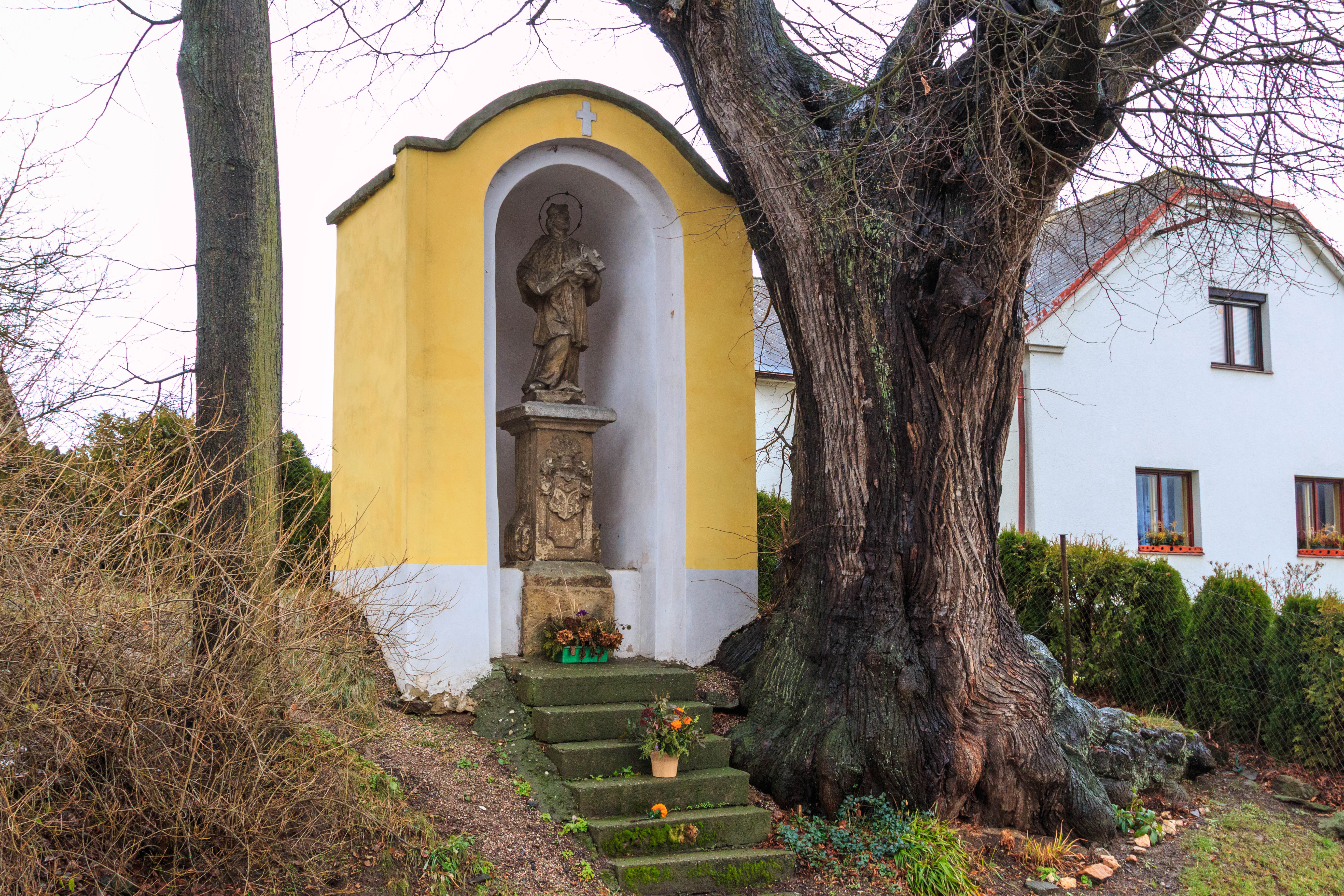
Kapelle des hl. Johannes von Nepomuk

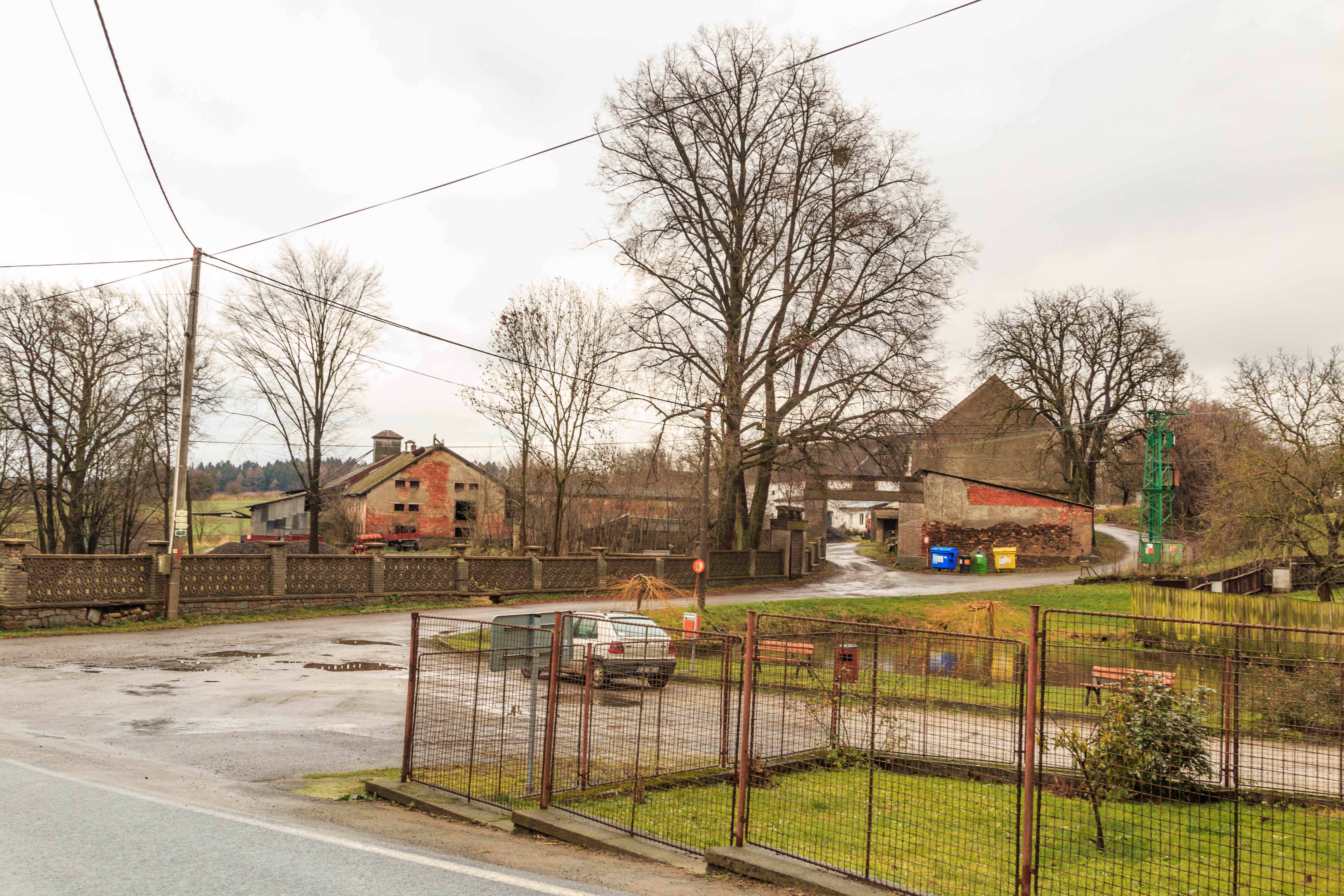
Blick zum Standort des Schlosses

Bačkov (deutsch Baczkow, 1939–45 Batschkow) ist eine Gemeinde in Tschechien. Sie liegt drei Kilometer südwestlich von Habry und gehört zum Okres Havlíčkův Brod.

## Geographie
Bačkov befindet sich am Oberlauf des Baches Bačkovský potok in der Hornosázavská pahorkatina (Hügelland an der oberen Sázava). Durch das Dorf führt die Staatsstraße II/347 zwischen Habry und Světlá nad Sázavou.
Nachbarorte sind Lubno, Kysibl und Malý Mlýnek im Norden, Dolní Mlýn, Habry, Na Pekle und Miřátky im Nordosten, Nový Dvůr, Proseč und Jiříkov im Osten, Kněž und Tis im Südosten, Lesní Dvůr, Zboží im Süden, Kunemil, Na Obci und Dolní Dlužiny im Südwesten, Ovesná Lhota und Sázavka im Westen sowie Vrbice, Leština u Světlé und Štěpánov im Nordwesten.

## Geschichte
Die erste schriftliche Erwähnung von Watscow erfolgte 1307, als das Benediktinerkloster Wilmzell das zur Burg Smrdov gehörige Dorf erwarb. Der Abt Nikolaus überließ die Güter Bačkov und Zboží um 1400 wegen einer Schuld seinem Bruder Beneš von Smrdov und dessen Sohn Václav. Im Jahre 1414 wurde Mikuláš Lelek von Bačkov erwähnt. In dieser Zeit entstand wahrscheinlich auch ein Vladikensitz, das Dorf blieb aber weiterhin Teil der Klosterherrschaft Habry. Nach der Zerstörung des Klosters durch die Hussiten im Jahre 1421 fielen die Herrschaften Habry und Světlá König Sigismund zu. Dieser überließ sie nach 1429 Nikolaus I. Trčka von Lípa der, die Güter seiner Herrschaft Lipnice zuschlug. Nach der Verlegung des Sitzes nach Světlá war Bačkov Teil der Herrschaft Světlá. Bačkov wurde Sitz eines Freirichters (svobodný rychtář), der die Dörfer Bačkov und Zboží verwaltete. Der älteste Nachweis über die Feste Baczkow stammt aus dem Jahre 1458; ihr Besitzer war Procek von Bačkov, ein Sohn des Václav von Smrdov.
Nach der Ermordung von Adam Erdmann Trčka von Lípa konfiszierte Kaiser Ferdinand II. am 29. März 1634 dessen Güter und die seines Vaters Jan Rudolf Trčka von Lípa; das Konfiskationspatent wurde im Mai 1636 durch den Reichshofrat in Wien bestätigt.
Ferdinand II. ließ die Herrschaft Světlá in landtäflige Güter zerstückeln und verkaufte sie Günstlingen. Das Gut Bačkov erhielt der kaiserliche Kämmerer und Kriegsrat Don Aldobrandini. Um 1650 erwarb der Forstmeister Albert Beneš Klusák von Kostelec das Gut. Nachfolgende Besitzer waren ab 1651 sein Sohn Jan Maxmilián, danach dessen Sohn Jan Václav. Letzterer vererbte Bačkov 1747 an Tereza Amchová von Borovnice, geborene Klusáková von Kostelec, die Ehefrau des Matěj Amcha von Borovnice auf Nová Ves. Zum Ende des 18. Jahrhunderts erbte Johann Hermann von Herrnritt das Gut und ließ auf den Grundmauern der alten Feste ein barockes Schloss erbauen. Im Jahre 1787 existierten außer dem Schloss ein Meierhof mit einer kleinen Brennerei und einer Brauerei; auf den Feldern hinter dem aus 22 Häusern bestehenden Dorf stand eine Windmühle. Ab 1809 besaß Anton Ritter von Mosburg das Gut, er verkaufte es an den Wiener Kaufmann Joseph Ullerich. Von diesem erwarb in den 1830er Jahren Leopold Limp das Gut. Die Windmühle erlosch im Jahre 1810.
Im Jahre 1840 umfasste das nur aus dem gleichnamigen Dorf bestehende Gut Bačkow eine Nutzfläche von 502 Joch 181 Quadratklafter, die größtenteils Ackerland waren. Das Gut bildete eine Enklave in der Herrschaft Habern mit den angeschlossenen Gütern Tieß und Zboží. Das im Caslauer Kreis gelegene Dorf Bačkow bestand aus 40 Häusern, in denen 408 Personen, darunter eine jüdische Familie lebten. Im Ort gab es ein obrigkeitliches Schloss mit der Wohnung des Amtsverwalters, einen dominikalen Meierhof mit Schäferei, ein Brauhaus, ein Branntweinhaus, eine Pottaschensiederei, ein Jägerhaus und zwei Wirtshäuser. Abseits lag eine eingängige Mühle. Pfarrort war Smrdow. Bis zur Mitte des 19. Jahrhunderts blieb Bačkow ein landtäfliges Gut.
Nach der Aufhebung der Patrimonialherrschaften bildete Bačkov ab 1849 eine Gemeinde im Gerichtsbezirk Habern. 1854 kauften die Eheleute Johann und Antonia Morawec das Gut für 40.000 böhmische Gulden. Ab 1868 gehörte die Gemeinde zum Bezirk Časlau. 1869 hatte Bačkov 235 Einwohner und bestand aus 43 Häusern. Johann Morawec verkaufte das Gut Bačkov 1872 für 182.000 böhmische Gulden an Franz Altgraf von Salm-Reifferscheidt-Hainspach auf Světlá. Nach dem Tode des Franz von Salm-Reifferscheidt fiel die Grundherrschaft 1887 seiner Schwester Johanna verw. von Thun und Hohenstein auf Klösterle und Žehušice zu, 1892 erbte ihr Sohn Joseph Oswald von Thun-Hohenstein-Salm-Reifferscheidt den Großgrundbesitz. Im Jahre 1900 lebten in Bačkov 243 Menschen, 1910 waren es 277. Nach dem Tod von Joseph Oswald von Thun-Hohenstein-Salm-Reifferscheidt ging die Grundherrschaft Světlá 1913 an die Prager Bodenbank über, die sie 1914 an den Unternehmer Richard Moravetz verkaufte. Moravetz gliederte 1916 noch den Hof Kysibl an den Hof Bačkov an. Nach der Bodenreform erwarb František Tůma 1925 das Schloss und den verbliebenen Rest des Gutes. 1930 hatte Bačkov 245 Einwohner und bestand aus 40 Häusern. 1949 wurde die Gemeinde dem Okres Chotěboř zugeordnet, seit der Gebietsreform von 1960 gehört sie zum Okres Havlíčkův Brod. Im Jahre 1961 erfolgte die Eingemeindung von Lubno und Zboží. Am 1. Juli 1985 wurde Bačkov nach Habry eingemeindet. Am 24. November 1990 entstand die Gemeinde Bačkov wieder, jedoch ohne die Ortsteile. Beim Zensus von 2001 lebten in den 40 Häusern von Bačkov 149 Personen. Seit 2005 führt die Gemeinde ein Wappen und Banner.

### Schloss Bačkov

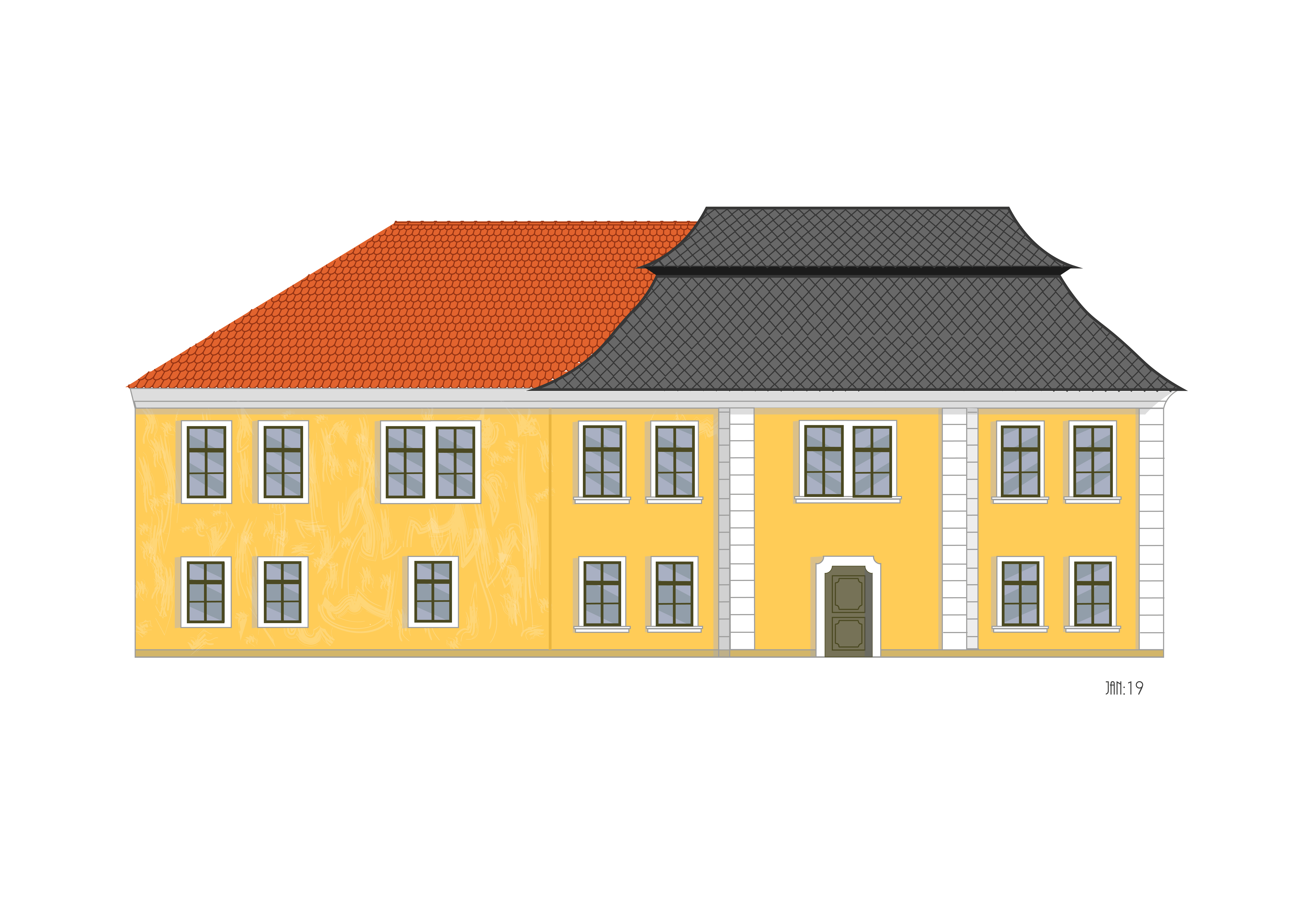
Rekonstruktionszeichnung des Schlosses Bačkov

Der spätbarocke Bau wurde um 1786 für Johann Hermann von Herrnritt errichtet. František Tůma, der das Schloss 1925 erworben hatte, wurde 1948 enteignet und ausquartiert. Danach verfiel das Schloss. Nach der Restitution wurden 1993 kleine Reparaturen vorgenommen, die den Verfall jedoch nicht aufhielten. 2011 erfolgte der Abriss.

## Gemeindegliederung
Für die Gemeinde Bačkov sind keine Ortsteile ausgewiesen. Zu Bačkov gehört die Einschicht Malý Mlýnek (Baczkower Mühle).

## Sehenswürdigkeiten
- Kapelle des hl. Johannes von Nepomuk, im Ortszentrum, errichtet im 18. Jahrhundert
- Kapelle des hl. Josef am Weg nach Zboží, sie entstand zu Beginn des 19. Jahrhunderts
- Schlosspark Obora mit Teich. Im Park befindet sich das Grabmal für den preußischen Leutnant Viktor Gvasovský vom 4. Pommerschen Infanterieregiment, der 1866 während des Deutschen Krieges auf Schloss Bačkov starb.[4]
- Gedenkstein für die Gefallenen des Ersten Weltkrieges, er wurde 2002 instand gesetzt